# Головянко Денис Олександрович
Дени́с Олекса́ндрович Головянко (1983—2022) — штаб-сержант Збройних Сил України, учасник російсько-української війни.

## Життєпис
Народився 23 липня 1983 року в місті Лейпціг, Німеччина.
Під час підступного нападу російської федерації на територію України свідомо прибув до військової частини А0563 та став до лав Збройних Сил України.
Загинув 26 лютого 2022 в районі міста Охтирка.
Похований на алеї слави в місті Охтирка.

## Нагороди та вшанування
- Орден «За мужність» III ступеня[1].
- Почесний громадянин міста-героя Охтирки.
- Медаль за участь в АТО.
- Медаль Учасника бойових дій.
- Знак Пошани від Головнокомандувача Муженка В. М.